# NGC 7552
في الفهرس العام الجديد NGC 7552 مجرة حلزونية ضلعية تعرف أيضا باسم IC 5294. تقع NGC 7552 في كوكبة الكركي على مسافة تقارب 60 مليون سنة ضوئية من الأرض، ونظرا لأبعادها الظاهرة، فأن NGC 7552 تمتد لنحو 75,000 سنه ضوئيه عرضاً وتشكل مع أربع مجرات حلزونية أخرى رباعية الكركي .
NGC 7552 مجرة حلزونية ضلعية لها ذرعان تشكل حلقة زائفة خارجية. والمجرة تقريبا مواجهة للإرض وتميل بمقدار ∼ 28°.
تنتمي المجرة لمجموعة NGC 7582 ، المعروف أيضا باسم مجموعة الكركي. وتشمل المجموعة أيضا المجرات الحلزونية NGC 7599، NGC 7590، NGC 7582 . وتصنف نواة هذه المجرة بوصفها منطقة خط أنبعاثات نووي عالي التأين HIILINER.

## تاريخ الرصد
اكتشفت NGC 7552 في الأصل وتم الإبلاغ عنها في عام 1826 من قبل جيمس دنلوب وأضافها جون هيرشيل في الفهرس العام للسدم والعناقيد النجمية بالرقم 3977. ومع ذلك، ذكر لويس سويفت المجرة بشكل مستقل في 22 أكتوبر 1897، في المطلع المستقيم 9 ثانية قوسية من موقع المجرة، وأدرجها في الدليل المفهرس بأسم IC 5294.
في عام 1994، فوربس وآخرون. رصدوا حلقة انفجار نجمي جزئية نصف قطرها الف فرسخ فلكي في شكل انبعاث براكيت-غاما ( Br-gamma) مع العديد من البقع الساخنة . كما اكتشفوا قضيب جزيئي صغير ومخزون كبير من المواد الجزيئية، ومع ذلك، لم يتم رصد أي دليل على نشاط الحالي في النواة. عرض الحلقة أكثر من 100 فرسخ فلكي.

## وصلات خارجية
- رباعية الكركي
- New General Catalogue-Seligman
- NGC 7552 على موقع ويكي سكاي: DSS2, SDSS, GALEX, IRAS, Hydrogen α, X-Ray, Astrophoto, Sky Map, Articles and images